# Chulucanas
Chulucanas es una ciudad peruana capital del distrito homónimo y de la provincia de Morropón, ubicada en el departamento de Piura. Se ubica a 49 kilómetros al este de la ciudad de Piura y a una altitud de 92 m s. n. m. La ciudad está conformada por 9030 viviendas. Tenía una población estimada de 57 380 hab. para 2015.
Geográficamente se encuentra próxima a las primeras estribaciones andinas de la llana sierra piurana y dentro de la yunga del bosque seco tropical. Muy cerca de Chulucanas la costa peruana registra su parte más ancha con 130 km.
Chulucanas es conocida por albergar a grandes familias de ceramistas tallanes, etnia indígena originaria de la región, famosas por sus cerámicas costumbristas y mestizas. Esta cerámica ha sido declarada como un producto representativo del Perú.
Entre sus actividades productivas más importantes están el cultivo y exportación de frutas como el mango y limón, lo cual junto con su significativa producción de cerámica le ha hecho valer el apelativo de capital del mango, el limón y la cerámica.

## Geografía

### Clima
Chulucanas tiene un clima desértico. A lo largo del año, cayendo casi sin lluvia en Chulucanas. El clima aquí es clasificado como BWh por el sistema Köppen-Geiger. Pero debido al Calentamiento Global, recientemente son más frecuentes el fenómeno el Niño, como consecuencia ha habido un aumento gradual de precipitaciones, las cuales son torrenciales durante el verano, llegando a valores de más de 100 mm en un día. La temperatura media anual en Chulucanas se encuentra a 24.8 °C. La precipitación es de 201 mm al año.
| Parámetros climáticos promedio de Chulucanas | Parámetros climáticos promedio de Chulucanas | Parámetros climáticos promedio de Chulucanas | Parámetros climáticos promedio de Chulucanas | Parámetros climáticos promedio de Chulucanas | Parámetros climáticos promedio de Chulucanas | Parámetros climáticos promedio de Chulucanas | Parámetros climáticos promedio de Chulucanas | Parámetros climáticos promedio de Chulucanas | Parámetros climáticos promedio de Chulucanas | Parámetros climáticos promedio de Chulucanas | Parámetros climáticos promedio de Chulucanas | Parámetros climáticos promedio de Chulucanas | Parámetros climáticos promedio de Chulucanas |
| Mes                                          | Ene.                                         | Feb.                                         | Mar.                                         | Abr.                                         | May.                                         | Jun.                                         | Jul.                                         | Ago.                                         | Sep.                                         | Oct.                                         | Nov.                                         | Dic.                                         | Anual                                        |
| -------------------------------------------- | -------------------------------------------- | -------------------------------------------- | -------------------------------------------- | -------------------------------------------- | -------------------------------------------- | -------------------------------------------- | -------------------------------------------- | -------------------------------------------- | -------------------------------------------- | -------------------------------------------- | -------------------------------------------- | -------------------------------------------- | -------------------------------------------- |
| Temp. máx. abs. (°C)                         | 41                                           | 42                                           | 43                                           | 39.5                                         | 36.8                                         | 35.2                                         | 35.0                                         | 35.2                                         | 37.2                                         | 37.0                                         | 37.8                                         | 39                                           | 43                                           |
| Temp. máx. media (°C)                        | 33                                           | 34                                           | 34                                           | 33                                           | 31                                           | 29                                           | 28                                           | 28                                           | 29                                           | 30                                           | 30                                           | 32                                           | 30.9                                         |
| Temp. media (°C)                             | 26.7                                         | 27.6                                         | 27.5                                         | 26.6                                         | 25                                           | 23.1                                         | 22.2                                         | 22.1                                         | 23                                           | 23.6                                         | 23.7                                         | 25.5                                         | 24.7                                         |
| Temp. mín. media (°C)                        | 20.4                                         | 21.2                                         | 21.0                                         | 20.3                                         | 19.4                                         | 17.3                                         | 16.5                                         | 16.2                                         | 16.8                                         | 17.2                                         | 17.5                                         | 19.0                                         | 18.6                                         |
| Temp. mín. abs. (°C)                         | 12.3                                         | 13                                           | 17.3                                         | 15.4                                         | 14                                           | 10                                           | 11.4                                         | 11                                           | 12                                           | 12                                           | 13                                           | 14                                           | 10                                           |
| Precipitación total (mm)                     | 17                                           | 49                                           | 95                                           | 33                                           | 2                                            | 0                                            | 0                                            | 0                                            | 0                                            | 1                                            | 2                                            | 2                                            | 201                                          |
| Fuente: climate-data.org                     |                                              |                                              |                                              |                                              |                                              |                                              |                                              |                                              |                                              |                                              |                                              |                                              |                                              |

## Demografía
En el 2017, Chulucanas tenía una población de 82 521 habitantes, según el INEI.
| Gráfica de evolución demográfica de Chulucanas entre 1993 y 2017 |
|                                                                  |
| Fuentes: Población 1993 y 2017                                   |

## Atractivos turísticos

### Templo de Chulucanas
La Sagrada Familia de Chulucanas, se encuentra ubicada en la plaza de Armas de la ciudad. Inició su construcción en 1965 e inaugurada en 1970, sustituyendo al antiguo templo hecho de adobe en 1820 la cual quedó deteriorado por los terremotos propiciados en la época. La Catedral cuenta con diseño de corte moderno y estilo Norteamericano, la fachada tiene forma de un cuadrado invertido y con ventanales en la parte superior en forma triangular y el portón de forma rectangular, también encontramos una estructura simulando una torre de 15 m de altura en donde se encuentran en el centro de la estructura las 3 campanas y una cruz 3 m en la parte alta de la estructura. En el interior de la catedral podemos observar esculturas y cuadros que datan del siglo XIX y XX; una escultura moderna a tamaño natural del Papa Juan Pablo II.

### Sitio arqueológico Cerro Vicús
Ubicado a 7 km de Chulucanas, cerca al río Ñacara a una altitud 179 m s.n.m., domina como una atalaya. De acuerdo con los trabajos Dr Guzmán y Casafranca en 1964, hay evidencias pertenecientes a la cultura del mismo nombre. De este cerro se exhumaron 41 tumbas, de las cuales la mayor parte presentan un patrón funerario del "tipo bota", con medidas aproximadas de 60 a 90 cm de diámetro y de 8 a 12 m de profundidad. En la base de estas tumbas se practica una cavidad lateral que le da forma de bota. Como ofrendas funerarias se encontró piezas de cerámica, cobre y algunas de ellas con revestimiento de oro. Fue declarado Patrimonio Cultural de la Nación con Resolución Directoral N.º 1499-INC del 6 de octubre de 2009.

### Sitio arqueológico Ñañañique
Se asienta sobre el cerro localizado al este de Chulucanas (102 m s. n. m.). Fue estudiado por Jean Guffroy entre 1987 y 1989 y se ha reportado que este sitio presenta tres fases de construcción: temprana, correspondiente al período Formativo (entre los siglos VIII-V a. C.); Expansión (siglos V-IV a. C.); Tardía (siglo XII d. C.). Guffroy plantea la incorporación de Ñañañique dentro de la tradición de la arquitectura monumental para el periodo Formativo de la costa norte del Perú, especialmente con el estilo Pandanche (Chota, Cajamarca), cuyo modelo constructivo y arquitectónico (adaptación de una colina natural como adoratorio o centro ceremonial) se repite aquí en un proceso natural de evolución o crecimiento. Hacia el siglo V a. C. sin embargo, el monumento de Ñañañique, según Guffroy, sufrió una serie de transformaciones y adiciones que en parte sepultaron las estructuras iniciales, salvo las plataformas superpuestas y la plaza hundida, para constituir el gran complejo arquitectónico que ha quedado semioculto hasta hoy. De este modo, podemos afirmar que Ñañañique se construyó con la finalidad de albergar un centro monumental público dedicado a prácticas ceremoniales de un culto particular, pero que también detentó fundones de tipo político y económico, ya que domina un extenso valle en el cual confluyen varios ríos y caminos hacia la costa y la sierra. La importancia de este centro se infiere de la comparación con las demás estructuras costeñas del periodo, en las cuales también se utilizan plataformas superpuestas, a diferencia de las galerías y estructuras subterráneas de los Andes y costa central (Guffroy,1989:195).